# 止水板

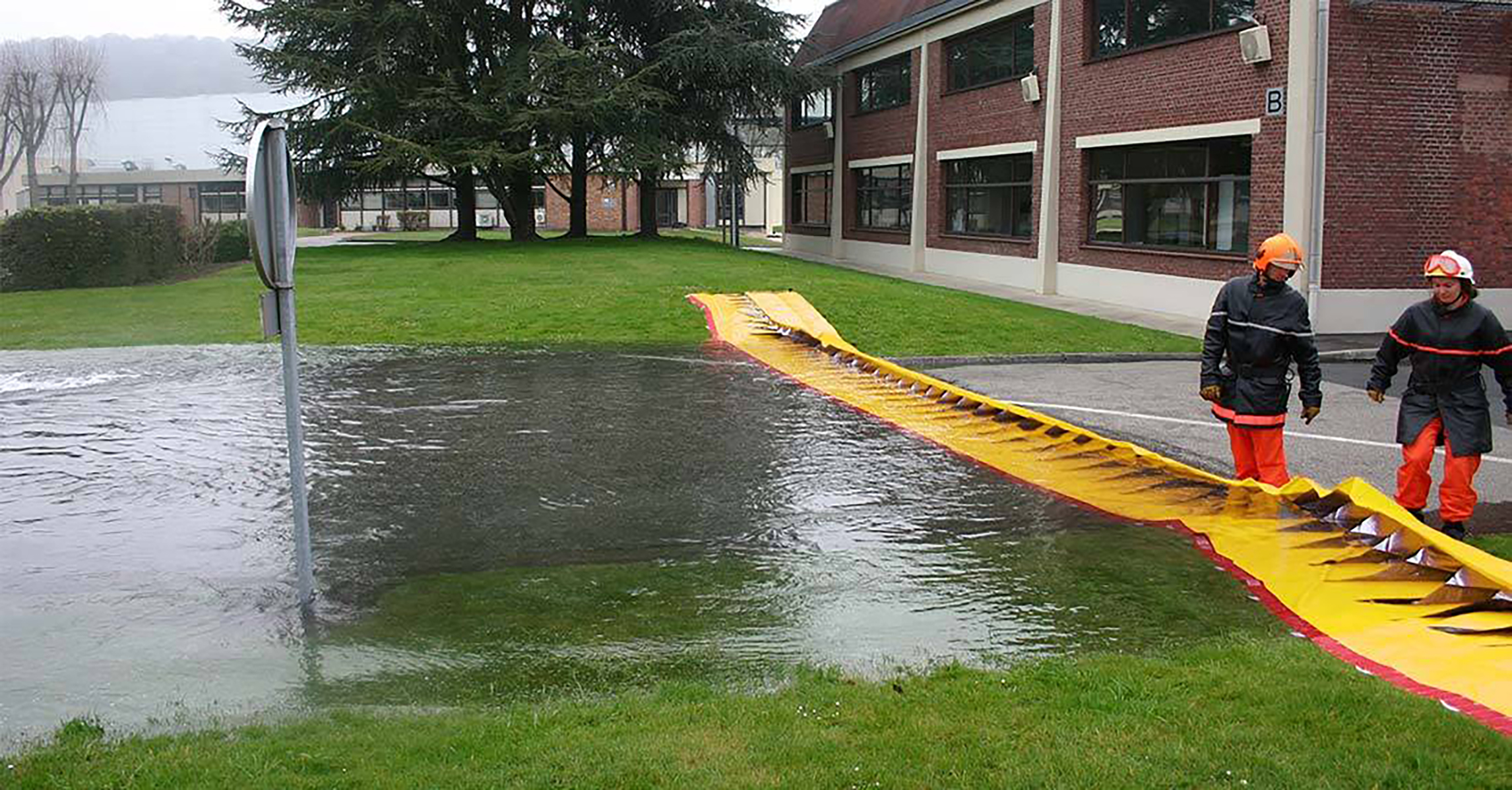
海外で使用されるポリ塩化ビニル型の止水板

止水板（しすいばん 英語:Water gate, Water gate barrier）とは、水の侵入を防ぐための板のこと。

## 土木建築
止水板は土木建築などの分野ではコンクリート構造物の打継ぎ目部分に挿入される板状材料をいう。漏水の防止や止水の効果を与えるために用いられる。素材には金属系（銅、鉛、鉄、ステンレス）と高分子系（天然ゴム、ポリ塩化ビニルなど）がある。
建築工事では地下室や地下道など地下構造物の設置のときに用いられる。また、土木工事ではダム、排水路、トンネル、高架橋、地下鉄、水路橋、防潮堤、砂防ダムなどの工事で用いられる。また、水害時の恒久対策として地下鉄や地下街、河川の周囲に止水板を並べて止水壁として使用することがある。

## 防災用品
防災用品としては豪雨や洪水などで浸水した道路から建物などの内部に水が侵入しないよう、建物などの出入口や水の侵入経路に取り付ける板のこと。「防水板」とも呼ばれる。この他、水の侵入を防ぐ用途として使用される「土嚢」や「フレキシブルコンテナバッグ」「ヘスコ防壁」などがある。